# Sinagoga Kaddish di Daugavpils

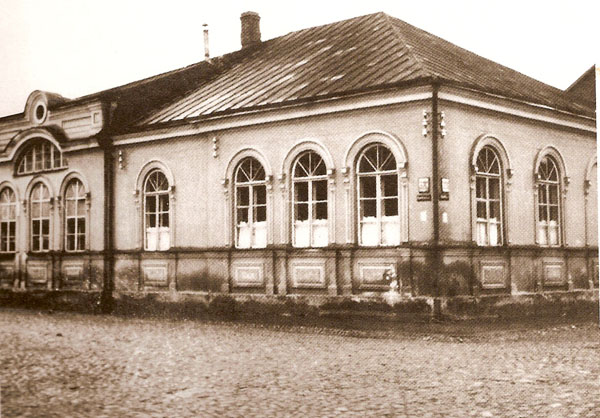
La sinagoga in una foto degli anni Venti del Novecento

La sinagoga Kaddish di Daugavpils, inaugurata nel 1850 e sopravvissuta alle distruzioni dell'Olocausto, è oggi l'unica sinagoga esistente a Daugavpils in Lettonia.

## Storia e descrizione
Prima dell'Olocausto Daugavpils era uno dei principali centri ebraici della Lettonia; agli inizi del Novecento in città si contavano oltre 50,000 ebrei e 40 sinagoghe.
La sinagoga Kaddish fu costruita nel 1850. La tradizione orale dice che fu eretta da un ebreo locale in memoria del fratello prematuramente scomparso.
La prima guerra mondiale causò gravi distruzione e un generale depopolamento della città ma i danni poterono essere riparati negli anni Venti.
Nel 1941 con l'arrivo delle truppe naziste tutte le sinagoghe della città furono chiuse, danneggiate o distrutte. L'intera popolazione ebraica fu sterminata.
Nel dopoguerra, un gruppo di ebrei sopravvissuti chiese nel 1946 al Consiglio Comunale di poter riprendere uso dell'edificio, che pur danneggiato, era ancora sufficientemente integro. Dopo lavori di restauro e ricostruzione, la sinagoga poté essere riaperta nel 1947 e divenne così, ora unica sinagoga in città, il centro della rinata vita ebraica locale.
Nel 2003, in occasione del centesimo anniversario della nascita di Mark Rothko, artista statunitense di origine ebraica, nato appunto a Daugavpils, la sua famiglia decise di concedere un contributo finanziario per il restauro della sinagoga. I lavori iniziarono nel 2003 e durarono tre anni, riportando l'edificio alla sua forma originaria. La cerimonia di riapertura, l'11 aprile 2006, avvenne alla presenza del Presidente della Lettonia Vaira Vīķe-Freiberga, delle autorità civili e religiose della città e della figlia dell'artista, Kate Rothko.
La sinagoga continua oggi le sue attività al servizio della locale comunità ebraica. Ospita anche un piccolo museo (Ebreji Daugavpilī un Latgalē) dedicato alla vita, alla storia e alle tradizioni degli ebrei della regione.